# خوسيه إغناثيو سانشيز غالان
خوسيه إغناثيو سانشيز غالان (بالإسبانية: José Ignacio Sánchez Galán)‏ هو شخصية أعمال ورائد أعمال ومهندس إسباني، ولد في 30 سبتمبر 1950 في Villavieja de Yeltes ‏ في إسبانيا.